# Associação dos Amigos de Caneças
A Associação dos Amigos de Caneças é uma associação cultural portuguesa, sem fins lucrativos, fundada a 27 de Julho de 2005, data da reunião em que os seus fundadores decidiram criar a entidade. A constituição oficial foi formalizada por escritura pública em Novembro de 2005, com publicação no Diário da República a 23 de Janeiro de 2006. A associação é filiada na Confederação Portuguesa das Colectividades de Cultura, Recreio e Desporto, com o n.º 3825.
Tem como missão a preservação, valorização e divulgação do património histórico-cultural e natural da vila de Caneças. Desenvolve actividades nas áreas da cultura, etnografia e educação patrimonial, em parceria com o Agrupamento de Escolas de Caneças, autarquias locais e entidades culturais e sociais.
De entre as suas iniciativas destacam-se exposições etnográficas e temáticas, dando a conhecer o trabalho de artesãos locais no âmbito do património material, palestras, concursos escolares, literários e gráficos, confecção de bolos típicos, recolha de documentação e objectos, caminhadas e eventos para todas as idades como À Descoberta do Património Local, bem como recriações e actividades lúdico-culturais de onde se evidencia a Feira do Século XVIII em Caneças e o Festival da Sopa. Editou, outrossim, publicações como o jornal O Caneças (2006–2011), o livro As Tradições Religiosas de Caneças e colecções de postais históricos.
Entre 2016 e 2021, a associação funcionou numa loja do Centro Comercial Mirassol, onde criou o Núcleo Museológico - Memórias, Património e Tradições de Caneças. Desde Novembro de 2021, está sediada no Centro Interpretativo das Águas de Caneças (CIAC), espaço cedido pelo município de Odivelas, onde continua a promover palestras, recolha de memórias e objectos ligados à história local.
Durante o XX Festival da Sopa de Caneças, realizado em Setembro de 2024, a Associação dos Amigos de Caneças organizou visitas guiadas às principais fontes da vila, promovendo o património hidráulico e cultural local. O evento contou com o apoio institucional da Câmara Municipal de Odivelas, que destacou o impacto cultural e social da iniciativa. A organização geral foi feita em parceria com a União das Freguesias de Ramada e Caneças.

## Distinções
- Medalha de Honra da Junta de Freguesia de Caneças (10 de Setembro de 2007)
- Medalha Municipal de Mérito, Grau Prata (19 de Novembro de 2018)